# حمزه بن لادن
حمزه بن اسامه بن محمد بن عوض بن لادن (عربی: حمزة بن أسامة بن محمد بن عوض بن لادن؛ متولد ۱۹۸۹، مرگ در ۲۰۱۷–۲۰۱۹)، معروف به حمزه بن لادن، یک عضو القاعده زاده عربستان سعودی بود. او پسر رهبر القاعده اسامه بن لادن بود و به دنبال مرگ پدرش در سال ۲۰۱۱، به عنوان یک رهبر نوظهور در داخل گروه توصیف شد.

## اوایل زندگی و خانواده
اعتقاد بر این است که حمزه در سال ۱۹۸۹ در جده، عربستان سعودی متولد شده‌است.
در ژانویه ۲۰۰۱، حمزه، پدرش و سایر اعضای خانواده در عروسی برادرش «محمد بن لادن» در شهر قندهار در جنوب افغانستان شرکت کردند. تصاویر ویدئویی که در نوامبر همان سال در ولایت غزنی گرفته شده نشان می‌دهد حمزه و برخی از خواهران و برادرانش به همراه طالبان بر روی یک لاشه هلیکوپتر آمریکایی کار می‌کنند.
در مارس ۲۰۰۳ ادعا شد که حمزه و برادرش سعد بن لادن در رباط افغانستان زخمی و اسیر شده‌اند. بعداً ثابت شد که این ادعا نادرست است. با این حال، حمزه و دیگر رهبران القاعده پس از حملات ۱۱ سپتامبر به ایران پناه بردند.
حمزه در ۱۷ سالگی با دختر عبدالله احمد عبدالله ازدواج کرد.
در آگوست ۲۰۱۸، روزنامه گاردین به نقل از عموهای حمزه اظهار داشت که او با دختر محمد عطا، هواپیماربای یازده سپتامبر ازدواج کرده، با این حال، عمر بن لادن، برادر حمزه، این گزارش را تکذیب کرد.

## فعالیت‌ها در القاعده
در یک ویدئو سال ۲۰۰۵ با عنوان مجاهدان وزیرستان، حمزه در طی حمله القاعده به نیروهای امنیتی پاکستان در منطقه قبیله ای وزیرستان جنوبی بین افغانستان و پاکستان، نشان داده شد که در این حمله شرکت می‌کند. در سپتامبر ۲۰۰۷، گزارش شد که او دوباره در کمربند قبیله ای در منطقه مرزی پاکستان / افغانستان، حضور داشته و نقش برجسته ای در بین نیروهای القاعده دارد.
در ژوئیه ۲۰۰۸، ترجمه شعری که گفته می‌شود توسط حمزه سروده شده، در یک وب سایت افراطی اسلامی منتشر شد. حمزه در این شعر دربارهٔ «تسریع در نابودی آمریکا، انگلیس، فرانسه و دانمارک» نوشت. در پاسخ، پاتریک مرسر، نماینده انگلیس، حمزه بن لادن را ولیعهد ترور لقب داد.
حمزه بن لادن در ترور نخست‌وزیر سابق پاکستان، بی‌نظیر بوتو نقش داشت. با این حال، طبق بازجویی از سلیمان ابو غیث، سخنگوی سابق القاعده، حمزه هنگام ترور بوتو در ایران در حصر خانگی بود و تا سال ۲۰۱۰، یا تا سال ۲۰۱۱ هنوز آزاد نشده بود. او و دیگر اعضای خانواده بن لادن در ازای یک دیپلمات ایرانی در پاکستان آزاد شد.
در ۱۴ اوت ۲۰۱۵، او برای اولین بار یک پیام صوتی منتشر کرد و پیروان خود را در کابل، بغداد و غزه فراخواند تا در واشینگتن، لندن، پاریس و تل آویو به جنگ جهادی یا جنگ مقدس بپردازند.
در ۱۱ مه ۲۰۱۶ گزارش شد که او پیام صوتی با تمرکز بر مسائل فلسطین و جنگ داخلی سوریه منتشر کرده و گفت: «انقلاب مبارک سوریه» احتمال «آزادسازی» اورشلیم را بیشتر محتمل کرده‌است. او گفت: «امت اسلامی (ملت) باید بر جهاد در الشام (سوریه) تمرکز کند … و صفوف مجاهدین را متحد کند.» و «اکنون که تمام جهان علیه مسلمانان بسیج شده‌اند، دیگر بهانه ای برای کسانی که اصرار بر تفرقه و اختلاف دارند وجود ندارد.»
در ژوئیه ۲۰۱۶، رسانه‌ها گزارش دادند که او یک پیام صوتی صادر کرده و ایالات متحده را برای انتقام از مرگ پدرش تهدید کرده‌است. وی در سخنرانی ۲۱ دقیقه ای تحت عنوان «همه ما اسامه هستیم» گفت "ما در پاسخ به ظلم شما بر مردم فلسطین، افغانستان، سوریه، عراق، یمن، سومالی، حمله به شما و هدف قرار دادن شما در کشور و خارج از کشور ادامه خواهیم داد؛ و بقیه سرزمین‌های مسلمان که از ظلم شما دوام نیاوردند» حمزه گفت. «در مورد انتقام امت اسلامی از شیخ اسامه، رحمه الله علیه، این انتقام اسامه شخص نیست بلکه انتقام کسانی است که از اسلام دفاع کردند.» در ماه مه سال ۲۰۱۷، یک صدای ضبط شده توسط حمزه بن لادن توسط السحاب منتشر شد که در آن او حملات تروریستی علیه اهداف غربی را تشویق می‌کند.
شایعه شده که او در سال ۲۰۱۷ در بلاد الشام با جماعت انصار الفرقان بیعت کرده‌است. با توجه به افزایش نفوذ وی در القاعده، ایالات متحده حمزه بن لادن را در ژانویه ۲۰۱۷ به عنوان تروریست جهانی طبقه‌بندی کرد. این امر او را در لیست سیاه با هدف محدود کردن حرکت و توانایی‌های اقتصادی قرار داد.
در ماه مه سال ۲۰۱۷، ویدئویی منتشر شد که در آن او پیروان خود را به حمله به یهودیان، آمریکایی‌ها، غربی‌ها و روس‌ها از طریق حمله به شیوه گرگ تنها با استفاده از هر وسیله ممکن فرا می‌خواند.
در تاریخ ۲۸ فوریه ۲۰۱۹، وزارت امور خارجه ایالات متحده آمریکا پاداش حداکثر ۱ میلیون دلار جهت ارائه هر گونه اطلاعات که منجر به شناسایی یا مکان او شود تعیین کرد.
پادشاهی عربستان سعودی در تاریخ ۱ مارس ۲۰۱۹ اعلام کرد که با حکم سلطنتی امضا شده در نوامبر ۲۰۱۸ تابعیت بن لادن را لغو کرده‌است.

## یورش مه ۲۰۱۱
حمزه پسر خیریه صابر از عربستان سعودی، یکی از سه همسر بن لادن بود که در محوطه ایبت‌آباد زندگی می‌کرد.

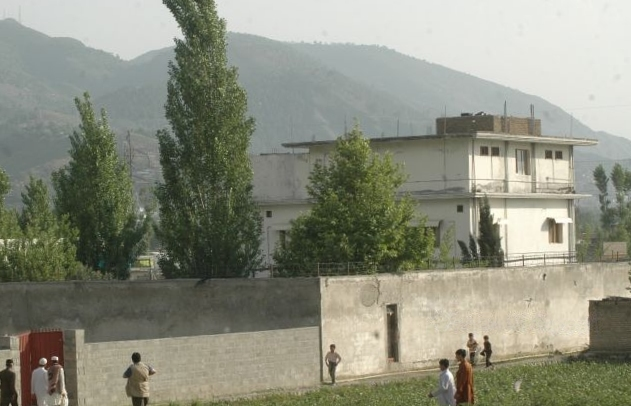
آخرین خانه اسامه بن لادن، در ابوت آباد

پس از حمله به محوطه ابوت آباد، در بازجویی از همسران بازمانده اسامه بن لادن توسط نیروهای اطلاعاتی پاکستان، مشخص شد که حمزه تنها فرد مفقود شده‌است. او در میان کشته شدگان یا زخمی‌ها نبود. حمله ای که توسط گروه توسعه جنگاوری ویژه نیروی دریایی صورت گرفت، کاملاً کامل انجام شده بود مثل استفاده از فناوری مادون قرمز، نیروهای زمینی اطمینان داشتند که هیچ‌کس در داخل محوطه فرار نکرده‌است. هیچ تونل خروجی مخفی از محوطه وجود نداشت.
در نامه ای منصوب به بن لادن که توسط نیروها ضبط شد، او خطاب به «رئیس ستاد» وی «عطیه عبد الرحمن» نوشته که تمایل دارد حمزه در قطر به عنوان یک دانشمند مذهبی تحصیل کند تا او بتواند «اشتباه و سوظن‌های مطرح شده در مورد جهاد را رد کند» همان نامه نشان داد که حمزه از حمله نجات نیافته زیرا او حتی در ابوت آباد حضور نداشته‌است. پس از مرگ برادر بزرگتر حمزه «سعد» در حمله هواپیمای بدون سرنشین آمریکا در سال ۲۰۰۹، نامه‌ها تأیید کرد که اسامه ظاهراً حمزه را به عنوان وارث خود می‌خواهد.

## مرگ
در ۳۱ ژوئیه سال ۲۰۱۹، نیویورک تایمز و دیگر سازمان‌های خبری به نقل از مقامات آمریکایی که نامشان ذکر نشد گفتند که بن لادن در دو سال اول دولت ترامپ، که از ۲۰ ژانویه ۲۰۱۷ آغاز شد، کشته شده‌است در آن زمان، آژانس‌های اطلاعاتی نتوانستند مرگ وی را تأیید کنند و در فوریه سال ۲۰۱۹، وزارت امور خارجه آمریکا برای اطلاعات منجر به محل نگهداری بن لادن یک میلیون دلار پاداش صادر کرد. در ۱۴ سپتامبر ۲۰۱۹، دونالد ترامپ، رئیس‌جمهور ایالات متحده، کشته شدن بن لادن را در عملیات ضد تروریستی ایالات متحده در منطقه افغانستان / پاکستان تأیید کرد ولی سایر جزئیات اعلام نشد.
روزنامه‌نگار افغان بلال سروری اظهار داشت که بن لادن به احتمال زیاد در منطقه گرو در ولایت غزنی افغانستان کشته شده‌است.
مریم، همسر و بیوه حمزه بن لادن و دختر عضو عالی‌رتبه القاعده مصر عبدالله احمد عبدالله در آگوست سال ۲۰۲۰ در تهران، ایران در کنار پدرش کشته شد.